# Illes de Guinea Equatorial
Les Illes de la Guinea Equatorial són els territoris insulars que conformen una regió del país.
Els antics territoris espanyols de Fernando Poo i de les illes Elobey, Annobón y Corisco (aquestes darreres van formar colònia separada del 1903 al 1926) conformen una regió de Guinea Equatorial, anomenada Regió Insular. És equivalent a la província de Fernando Poo del 1926 al 1979. Estan ubicades en el golf de Guinea i les petites a la badia de Corisco. Administrativament la capital és Malabo. La superfície és de 2.034 km² i la població de 612 .807 habitants (2013).
Políticament està subdividida en 3 províncies:
- Annobón
- Bioko Nord
- Bioko Sud

Las illes menors de la badia de Corisco són administrades per la província Litoral de la Regió Continental (antiga província de Río Muni). La ciutat més gran és Malabo, però hi ha altres localitats d'importància com: Luba, Riaba, Rebola, Santiago de Baney i San Antonio de Palé.

## Illes més grans
| Número | Illa          | Superfície | Població    | Províncies           | Coordenades                          |
| ------ | ------------- | ---------- | ----------- | -------------------- | ------------------------------------ |
| 1      | Bioko         | 2017 km²   | 592 066     | Bioko Nord Bioko Sud | 3° 30′ N, 8° 42′ E / 3.500°N,8.700°E |
| 2      | Annobón       | 17 km²     | 5 008       | Annobón              | 1° 25′ S, 5° 38′ E / 1.417°S,5.633°E |
| 3      | Corisco       | 15 km²     | 1004        | Litoral              | 0° 55′ N, 9° 20′ E / 0.917°N,9.333°E |
| 4      | Elobey Grande | 2,27 km²   | Deshabitada | Litoral              | 0° 59′ N, 9° 30′ E / 0.983°N,9.500°E |
| 5      | Elobey Chico  | 0,19 km²   | Deshabitada | Litoral              | 1° 0′ N, 9° 31′ O / 1.000°N,9.517°O  |

### Bioko
L'Illa de Bioko es troba al voltant de 40 km de Camerun. Bioko compta amb la Ciutat de Malabo, la capital de la Nació. L'Illa de Bioko, anomenada Fernando Poo fins als anys 70, és l'illa més gran del golf de Guinea, amb uns 2.017 km².

### Annobón
Amb 17 km², Annobón és el territori més remot de la República de Guinea Equatorial, una petita illa d'origen volcànic situada a 670 km de Malabo, 580 km de Bata i a l'altre costat de l'equador, inclou en el nord-est els petits illots anomenats Tortuga i Ye Cuín. Entre Annobón i Bioko es troben les illes de Sao Tomé i Principe, és a més l'illa més allunyada del golf de Guinea.

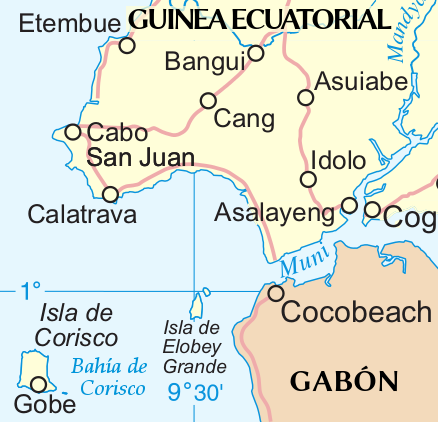
Illes de Corisco, Elobey Grande i Elobey Chico

### Corisco
L'illa de Corisco té una superfície d'aproximadament 15 km², està situada a 25 km de l'estuari del Riu Mbini. Posseeix 6.100 m de circumferència. L'illa compta aproximadament amb 150 habitants, la majoria d'ells radicats a Gobe. Corisco és la llar de l'ètnia benga. A causa de la llegendària bellesa de les dones benga, durant molt temps l'illa es va dir la "Illa de l'Amor". Gairebé tots els habitant de l'illa són mestissos.

### Elobey GrandeiElobey Chico
Emergint s l'estuari del riu Muni, les illes d'Elobey tenen una superfície conjunta de 2,46 km² (dels quals Elobey Grande posseeix 2,27 km² i Elobey Chico 0,19 km²). Aquests dos petits punts amb prou feines perceptibles en un mapa d'Àfrica central se situen en el primer paral·lel al nord de l'equador, a menys de 10 km de Gabon. Elobey Grande conserva un grapat d'habitants, essencialment pescadors que viuen en el petit poblat de M'Belobi. Elobey Chico està completament deshabitada.

### Illots disputats
Al sud de les Illes Elobey es troben tres illots disputats amb Gabon (Mbañe, Cocoteros i Conga) dels quals el més gran, Mbañe (també anomenat Banyé o Banian) té una superfície de 30 hectàrees (0,30 km²). El conflicte sobre la seva possessió segueix sense resoldre's.
Però en 2012 Guinea Equatorial va signar un acord amb el president de Gabon que atorgava la possessió equatoguineana dels illots. El 2016 es va establir que seria el Tribunal internacional d'Arbitratge de la Haia que decidiria la disputa d'aquests territoris.